# ریبونوکلئاز ۳
ریبونوکلئاز ۳ (RNase III یا RNase C) (BRENDA 3.1.26.3) نوعی ریبونوکلئاز است که آران‌ای دورشته‌ای (dsRNA) را تشخیص می‌دهد و آن را به‌طور هدفمند و در مکان‌های خاصی می‌شکند تا آن‌ها را به آران‌ای‌های بالغ تبدیل کند. این آنزیم‌ها گروهی از اندوریبونوکلئازها هستند که با دامنهٔ ریبونوکلئاز خود مشخص می‌شوند. آن‌ها ترکیباتی در سلول هستند که در همه‌جا حاضر هستند و در مسیرهایی مانند سنتز پیش‌ساز آران‌ای، خاموش کردن آن و مکانیسم خودتنظیمی pnp نقش اساسی دارند.

## انواع
اَبَرخانوادهٔ ریبونوکلئاز ۳ به چهار کلاس شناخته‌شده تقسیم می‌شود: ۱، ۲، ۳ و ۴. هر کلاس با ساختار دامنهٔ خود تعریف می‌شود.

## پروتئین‌های انسانی حاوی دامنهٔ ریبونوکلئاز ۳
- DICER1[۷]
- DROSHA[۸]